# ウィッチ (映画)
『ウィッチ』（原題：The Witch / The VVitch: A New-England Folktale）は、2015年制作のアメリカ合衆国・カナダのホラー映画。
ロバート・エガースの長編初監督作品で、出演はアニャ・テイラー＝ジョイとラルフ・アイネソンなど。
17世紀のニューイングランドを舞台に魔女への恐怖によって崩壊していく敬虔なキリスト教徒の家族を描いている。
24の映画祭に招待されていずれも絶賛を浴び、第31回サンダンス映画祭で監督賞を受賞したのを始め、数々の賞を受賞するなど高い評価を受けた。

## ストーリー
1630年、ニューイングランド。敬虔なキリスト教徒のウィリアムとキャサリンの夫婦と5人の子供たちは敬虔なキリスト教にのっとった生活を送るため、村はずれにある森の近くの荒地に引っ越してきた。
しかしある日、5人の子供の1人赤ん坊のサムが何者かに連れ去られ、行方不明となってしまう。家族が悲しみに沈む中、ウィリアムは美しく成長した娘のトマシンが魔女ではないかとの疑いを抱く。それをきっかけにやがて一家全員が疑心暗鬼になり、次第に狂気の淵に沈んでいく。

## キャスト
※括弧内は日本語吹替
- トマシン: アニャ・テイラー＝ジョイ - 長女。（貫井柚佳）
- ウィリアム: ラルフ・アイネソン - 父。（外川隆史）
- キャサリン: ケイト・ディッキー（英語版） - 母。（安芸けい子）
- ケイレブ: ハーヴェイ・スクリムショウ - 長男でトマシンの弟。（佐藤恵）
- マーシー: エリー・グレインジャー - 次女でジョナスとは双子。（谷内友美）
- ジョナス: ルーカス・ドーソン - 次男でマーシーとは双子。

## 作品の評価
Rotten Tomatoesによれば、318件の評論のうち90%にあたる287件が高く評価しており、平均で10点満点中7.77点を得ている。
Metacriticによれば、46件の評論のうち、高評価は43件、賛否混在は3件、低評価はなく、平均で100点満点中83点を得ている。